# نيشان هو تشي منه
نيشان هو تشي منه (بالفييتنامية: Huân chương Hồ Chí Minh) هو ثاني أعلى وسام تمنحه جمهورية فيتنام الديمقراطية (الآن جمهورية فيتنام الاشتراكية)، وقد أنشأ لأول مرة تحت قانون 58-SL في 6 يونيو عام 1947. تأسس للمرة الثانية بموجب قانون الاستحقاق-الثناء الصادر في 26 نوفمبر 2003.
يُمنح نيشان هو تشي منه للجماعات التي حققت إنجازات بارزة؛ ويُمنح بعد وفاة الأفراد الذين تمتعوا بمزايا كبيرة وإنجازات بارزة في أحد مجالات السياسة والاقتصاد والمجتمع والأدب والفن والعلوم والتكنولوجيا والدفاع الوطني والأمن أو الدبلوماسية أو غيرها من المجالات. رئيس الدولة هو من يقرر منح نيشان هو تشي منه.
عندما تم إنشاؤه لأول مرة، كان نيشان هو تشي منه يضم ثلاث فئات تتميز بعدد النجوم على شريط الميدالية وكعبها: الفئة الأولى بها 3 نجوم، والفئة الثانية بها نجمتان، والفئة الثالثة نجمة واحدة. وفقًا للمرسوم رقم 10-HDNN المؤرخ في 28 مارس 1981 لمجلس الدولة لجمهورية فيتنام الاشتراكية ووفقًا لقانون الاستحقاق-الثناء، فإن نيشان هو تشي منه ليس سريا.
نيشان هو تشي منه غير مصنف. حتى الآن، منحت دولة جمهورية فيتنام الاشتراكية نيشان هو تشي منه بعد وفاة أكثر من 600 جماعة وفرد محلي وأكثر من 50 مجموعة وفردًا أجنبيًا.
كان الجنرال فون نجوين جياب أول شخص يحصل على نيشان هو تشي منه، كما حصل على الجائزة مرتين (المرة الأولى في عام 1950 والمرة الثانية في عام 1979).

## معايير النيشان والمكافأة
يُمنح نيشان هو تشي منه في الحياة أو يُمنح بعد الوفاة للأفراد الذين حققوا خدمات عظيمة وحققوا العديد من الإنجازات البارزة في أحد مجالات السياسة والاقتصاد والمجتمع والأدب والفن والعلوم والتكنولوجيا. التكنولوجيا والدفاع والأمن والدبلوماسية أو المجالات الأخرى التي تستوفي أحد المعايير التالية:
1. الأشخاص الذين شاركوا في الأنشطة الثورية من عام 1935 فصاعدًا، وعملوا بشكل مستمر، وحققوا خدمات كبيرة، وحققوا العديد من الإنجازات البارزة في قضية الحزب الشيوعي الفيتنامي، وللأمة، ولم يرتكبوا زلات كبيرة، وتحملوا إحدى المسؤوليات التالية: وزير، نائب وزير لجنة الحزب في المحافظات، نائب أمين اللجنة المركزية للحزب، نائب وزير أو موقف ما يعادلها، فريق من القوات المسلحة الشعبية.
2. أولئك الذين شاركوا في النشاطات الثورية قبل عام 1945، والذين عملوا بشكل مستمر، وحققوا خدمات كبيرة، وحققوا العديد من الإنجازات البارزة في القضية الثورية للحزب والأمة، ولم يرتكبوا أي زلات كبيرة، وتقلدوا موقع المسؤولية في المناصب التالية: رئيس اللجنة المركزية للحزب، وعضو لجنة الحزب، ومفوض المنطقة، والوزير أو ما يعادله، واللواء الأول في القوات المسلحة الشعبية.
3. الشخص الذي شارك باستمرار في حربي المقاومة ضد فرنسا وأمريكا (من 1945 إلى 30 أبريل 1975) وقدم مساهمات كبيرة وحقق العديد من الإنجازات البارزة في القضية الثورية للحزب. ولم يرتكب زلات كبيرة، كان مسؤولاً عن إحدى الحقائب: عضو المكتب السياسي وأمين اللجنة المركزية للحزب، ونائب الرئيس ونائب رئيس الجمعية الوطنية، ونائب رئيس الوزراء، ورئيس اللجنة المركزية لجبهة الوطن الفيتنامية أو منصب معادل لمدة سنة، لواء القوات المسلحة الشعبية؛
4. الشخص الذي لديه تاريخ عمل مستمر من حرب المقاومة ضد الولايات المتحدة (من 1954 إلى 30 أبريل 1975) وفترة البناء الوطني والدفاع (من 30 أبريل 1975 حتى الوقت الحاضر)، قد قدم مساهمات كبيرة للبلاد. وله العديد من الإنجازات الممتازة، ولم يرتكب زلات كبيرة، وقد تولى إحدى المسؤوليات التالية:
  1. الأمين العام للحزب الشيوعي الفيتنامي، الرئيس، رئيس الجمعية الوطنية، رئيس الوزراء لولاية واحدة.
  2. عضو المكتب السياسي، وسكرتير اللجنة المركزية للحزب، ونائب رئيس الدولة، ونائب رئيس الجمعية الوطنية، ونائب رئيس الوزراء، ورئيس اللجنة المركزية لجبهة الوطن الفيتنامي أو مناصب متتالية معادلة، جنرال القوات المسلحة الشعبية 10 سنوات أو أكثر.
5. الأشخاص الذين قدموا مزايا كبيرة، والذين كانت أعمالهم وأعمالهم متميزة بشكل خاص ولها آثار بعيدة المدى على تعزيز تنمية أحد مجالات الاقتصاد والمجتمع والأدب والفن والعلوم والتكنولوجيا والتنمية الوطنية. الدفاع والأمن، الدبلوماسية... معترف بها وتكريمها من قبل الدولة؛
6. يتم تكريم الأجانب الذين قدموا مساهمات كبيرة للشعب الفيتنامي وتكريمهم من قبل دولة فيتنام.

يُمنح نيشان هو تشي منه للمجموعات التي تستوفي المعايير التالية:
1. وقد حصل على وسام الاستقلال من الدرجة الأولى أو نيشان الإنجاز العسكري من الدرجة الأولى؛
2. وجود عملية بناء وتطوير لمدة 35 عامًا أو أكثر (في حالة عدم الحصول على وسام الاستقلال من الدرجة الأولى أو وسام الاستحقاق العسكري من الدرجة الأولى، يجب أن تكون عملية البناء والتطوير 40 عامًا أو أكثر)؛
3. بعد تحقيق إنجازات بارزة بشكل مستمر لمدة 5 سنوات أو أكثر قبل وقت تقديم الطلب، خلال تلك الفترة، الحصول على علم محاكاة الحكومة أو شهادة تقدير رئيس الوزراء؛ الوحدة الداخلية، والتنظيم الحزبي، والنقابة نظيفة وقوية.

1. يُمنح نيشان هو تشي منه للمجموعات الأجنبية ذات العديد من الإنجازات البارزة للأمة الفيتنامية، والتي تم الاعتراف بها وتكريمها من قبل دولة فيتنام.

## الوصف

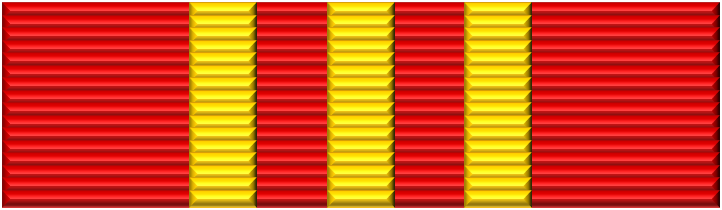
شريط نيشان هو تشي منه

المادة 7 من المرسوم الحكومي رقم 50/2006 / ND-CP المؤرخ 19 مايو 2006 الذي ينص على شكل الأوسمة والميداليات والشارات والنياشين وعلامات التقليد والمراتب التشريفية وشهادات الاستحقاق:
دعامة ميدالية بحافة خارجية صفراء، داخل حرير رايون منسوج بثوب أحمر، بثلاثة خطوط ذهبية، قلب نحاسي أحمر مطلي بسبيكة نيكو بسمك 3 ميكرون؛ مقاس 28 مم × 14 مم.
شريط ميدالية منمنمة على شكل A، مصنوع من حرير الرايون المنسوج باللون الأحمر مع ثلاثة خطوط ذهبية، قلب من سبيكة نيكو المطلية بالذهب بسمك 3 ميكرون؛ مقاس 28 مم × 51 مم × 41 مم × 51 مم.
جسم الميدالية عبارة عن دائرة يبلغ قطرها 39 مم، في المنتصف توجد صورة الرئيس هو تشي مينه موضوعة على محطة لوتس، وفوق عبارة «أمر هوشي منه»، يوجد أسفل الكلمات «فيتنام» (مادة من النحاس الأحمر المطلي بالذهب من سبائك نيكو بسمك 3 ميكرون.

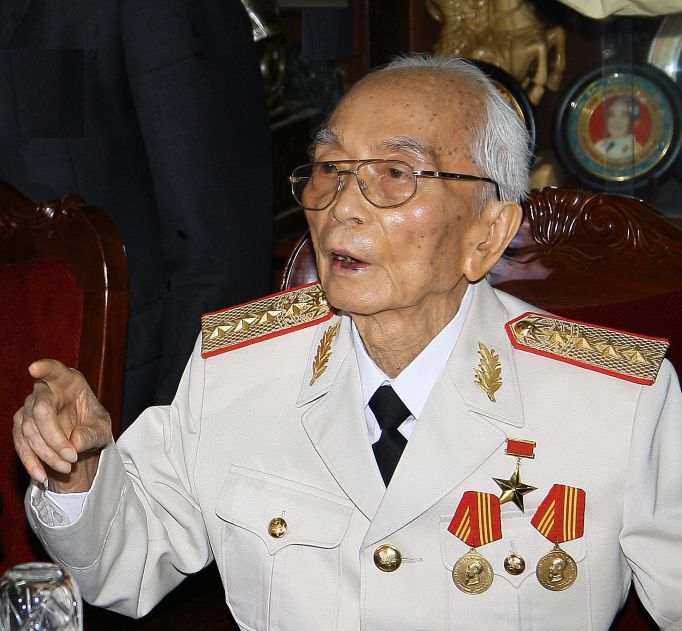
الزعيم السياسي الفيتنامي والجنرال فون نجوين جياب، موشح بنيشاني هو تشي منه اثنين

- إريش هونيكر

- بافل بوبوفيتش
- ليونيد بريجنيف
- بوبوف ليونيد

- جيرمان ستيبانوفيتش تيتوف

- دميتري أوستينوف

- سوفانوفونج
- سيرجي سوكولوف (سياسي)

- فاليري ريومين
- فام توان
- فان تاين دونغ
- فلاديمير بوتين
- فلاديمير شاتالوف
- فون نجوين جياب
- فيدل كاسترو

- لو دوك آنه

- ميغيل دياز كانيل

1. ↑  http://laws.dongnai.gov.vn/2001_to_2010/2003/200311/200311260004 نسخة محفوظة 2020-04-29 على موقع واي باك مشين.